# Abu-san
Abu-san (яп. あぶさん) — бейсбольна манґа, написана та проілюстрована Сіндзі Мідзусімою. Вона розповідає історію вигаданого бейсболіста Ясутаке Каґеура (яп. 景浦安武, Kageura Yasutake). Манґа почала виходити у 1973 році в сейнен-журналі Big Comic Original видавництва Shogakukan і закінчилася 5 лютого 2014 року, після того, як у журналі було опубліковано 976 глав. Перший том манґи вийшов 15 травня 1974 року, а останній, 107-й том, — 28 березня 2014 року.
У 1977 році вона отримала премію Shogakukan Manga Award в категоріях сейнен / загальній. У 2004 році Мідзусіма продав на аукціоні право з'явитися в ролі персонажа в «Абу-сан» за понад 3 мільйони єн, щоб зібрати кошти для Mangajapan. Станом на 2013 рік серіал розійшовся тиражем понад 22 мільйони копій.
Японська бейсбольна команда Fukuoka SoftBank Hawks наразі вшановує загін № 90, який належить Ясутаке Каґеура.